# Blocksträcka
Blocksträcka är en obruten sträcka spårledning, vid skarvarna slutar dock spårledningen. Endast ett tåg kan samtidigt trafikera en blocksträcka då huvudsignalerna in till sträckan som trafikeras visar "stopp".